# 平洞駅
平洞駅（ピョンドンえき）は、大韓民国光州広域市光山区月田洞にある光州都市鉄道1号線の駅である。駅番号は119。

## 駅構造

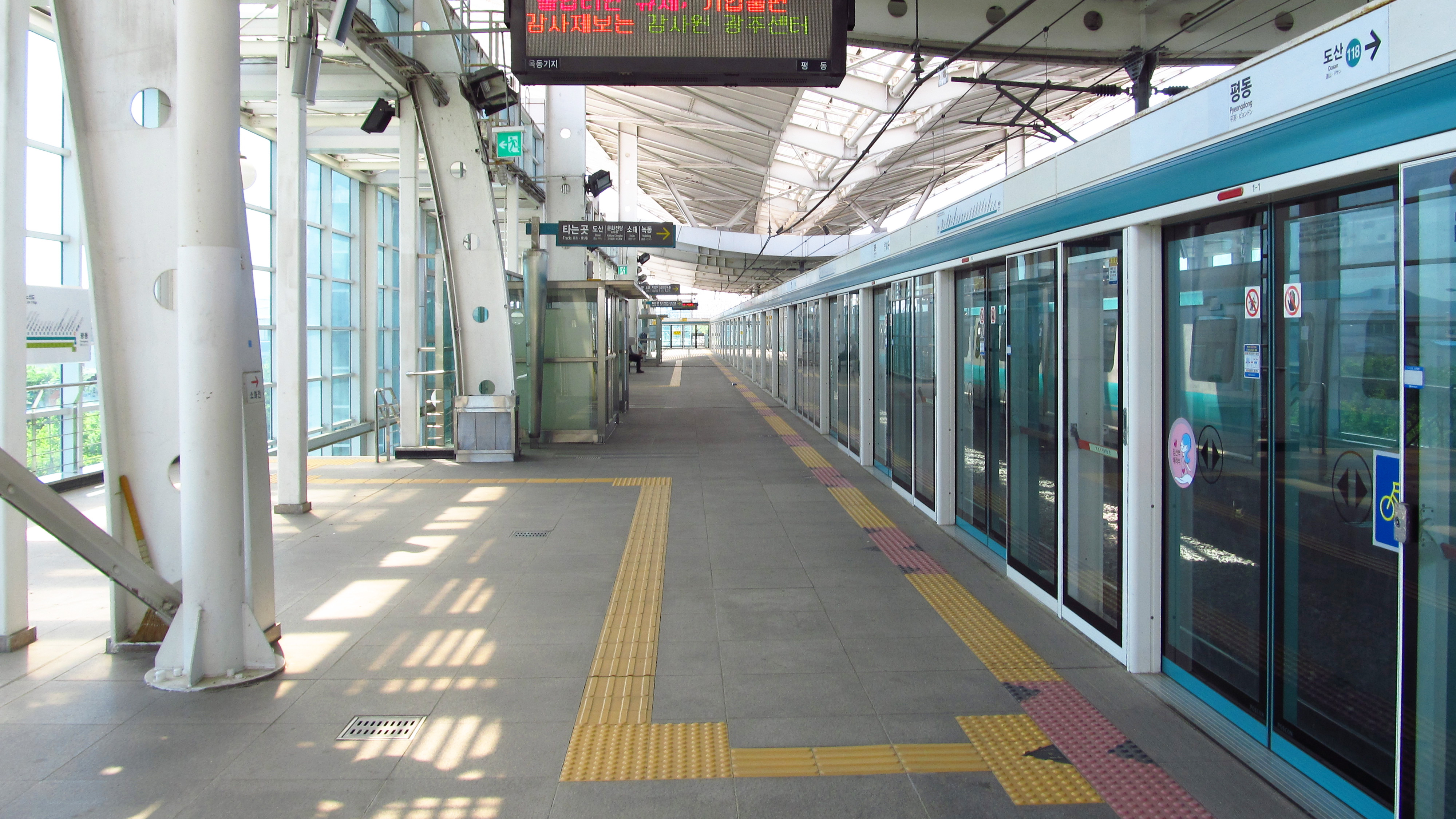
ホーム

- 相対式ホーム2面2線の高架駅。

## 駅周辺
- 玉洞車両基地
- 平洞初等学校
- 平洞産業団地
- 企業銀行平洞工業団地支店
- 光州銀行平洞工業団地支店
- 平洞住民センター

## 歴史
- 2008年4月11日 - 開業。

## 隣の駅
光州交通公社
●1号線
道山駅 (118) ‐  平洞駅 (119)